# Carnwath
Carnwath är en ort i Storbritannien. Den ligger i kommunen South Lanarkshire och riksdelen Skottland, i den centrala delen av landet, 500 km nordväst om huvudstaden London. Carnwath ligger 218 meter över havet och antalet invånare är 1 471.
Terrängen runt Carnwath är huvudsakligen platt, men österut är den kuperad. Runt Carnwath är det glesbefolkat, med 19 invånare per kvadratkilometer. Närmaste större samhälle är Wishaw, 19,6 km väster om Carnwath. Trakten runt Carnwath består i huvudsak av gräsmarker.